# Eklackticka
Eklackticka (Ganoderma resinaceum) är en svampart som beskrevs av Boud. 1890. Eklackticka ingår i släktet Ganoderma och familjen Ganodermataceae.  Arten är reproducerande i Sverige. Inga underarter finns listade i Catalogue of Life.

## Bildgalleri

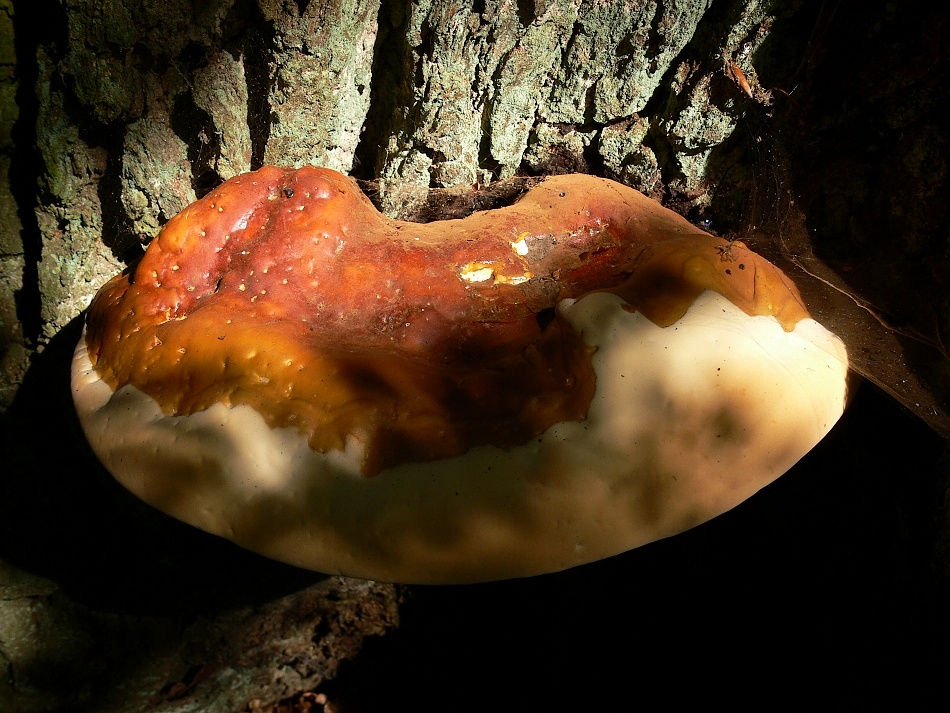